# كارلوس كروز (مقدم تلفزيوني)
كارلوس كروز (بالبرتغالية: Carlos Cruz‏) هو مقدم تلفزيوني برتغالي، ولد في 24 مارس 1942 في تورس نواس في البرتغال.

## وصلات خارجية
- كارلوس كروز على موقع IMDb (الإنجليزية)
- كارلوس كروز على موقع قاعدة بيانات الفيلم (الإنجليزية)